# دارودسته‌های واسیپور
دارودسته‌های واسیپور (به هندی: Gangs of Wasseypur) فیلمی محصول سال ۲۰۱۲ و به کارگردانی آنورانگ کاشیاپ است. در این فیلم بازیگرانی همچون مانوج باجپایی، نوازالدین صدیقی، ریچا چادا، هما قریشی، ریما سن، پیوش میشرا، وینیت کومار، پانکاج تریپاتی، تیگمانشو دولیا، جامل خان، آدیتیا کومار، راجکومار رائو و یاشپال شارما ایفای نقش کرده‌اند.